# U Crucis
U Crucis är en pulserande variabel av Mira Ceti-typ (M) i stjärnbilden Södra korset.
Stjärnan varierar mellan visuell magnitud +9,6 och ljussvagare än 14,9 med en period av 343 dygn.